# Pompejus Bolley
Pompejus Alexander Bolley (Heidelberg, 7 maggio 1812 – Zurigo, 3 agosto 1870) è stato un chimico tedesco naturalizzato svizzero.

## Biografia
Dal 1831 al 1836 studiò mineralogia e chimica all'Università di Heidelberg, dove per un periodo fu assistente di Leopold Gmelin. Dal 1838 al 1855 fu professore di chimica presso la scuola cantonale di Aarau. Fu co-fondatore del Politecnico federale di Zurigo, dove dal 1855 al 1870 fu professore di tecnologia chimica. Dal 1859 al 1865 fu anche direttore della scuola: nel 1864 fu bersaglio di proteste studentesche contro le sue severe politiche scolastiche.

## Opere
- Handbuch der technisch-chemischen Untersuchungen, 1853.
- Handbuch der chemischen Technologie, 1862.
- Altes und Neues aus Farbenchemie und Färberei, 1867.
- Manuel pratique d'essais et de recherches chimiques appliqués aux arts et à l'industrie, 1869.
- Traité des matières colorantes artificielles dérivées du goudron de houille; con Emil Kopp, 1874.[3]